# تریمساران
تریمساران (به انگلیسی: Trimsaran) یک منطقهٔ مسکونی در بریتانیا است که در Carmarthenshire واقع شده‌است. تریمساران ۲٬۵۳۴ نفر جمعیت دارد.